# محمد حسن الألفي
محمد حسن الألفي صحفي مصري يشغل منصب رئيس التحرير ورئيس مجلس الإدارة لصحيفة الوطني اليوم. بدأ العمل الصحفي في مجلة روزاليوسف، ثم رئيسا لتحرير صحيفة الميدان، انتقل منها ليشغل منصب رئيس التحرير التنفيذي للعدد الأسبوعي لصحيفة نهضة مصر. استطاع منذ صدور العدد الأول من الوطني اليوم عمل لقاء صحفي مطول مع الرئيس المصري السابق حسني مبارك. وهو يكتب الآن نصا لفيلم بعنوان «الخميني إمام الدم» ضمن ردود الفعل المصرية للفيلم الإيراني إعدام الفرعون. وسيقوم محمد فاضل (مخرج) الذي أخرج فيلم «ناصر 56» بإخراجه.